# Супербайк
Супербайк — неофициальное название дорожных мотоциклов спортивного типа (также Спортбайк), конструкция которых имеет черты, свойственные гоночным мотоциклам — обтекатель, низкий руль, высокие подножки, высокофорсированный двигатель, тормоза повышенной эффективности. Также Супербайком называют гонки на таких мотоциклах.
Супербайк — разновидность кольцевых гонок на мотоциклах, в основе которых лежат серийные конструкции, находящиеся в свободной продаже. Гонки Супербайка зародились в Америке в 1960-х годах, а в 1988 году состоялся первый Чемпионат мира по Супербайку. С тех пор популярность этих гонок только росла, чему способствовало и качественное телевизионное освещение. В России освещение Чемпионата мира по Супербайку с 2007 по 2008 год осуществлял канал 7ТВ, с 2008-го — Евроспорт.

## История
Первым чемпионом мира в классе Супербайк стал американец Фред Меркел на Хонде в 1988 году.

Наиболее успешной маркой в Чемпионате мира является Дукати, на мотоциклах которой завоевано 14 титулов. В значительной мере это объясняется преимуществом, даваемым регламентом двухцилиндровым мотоциклам, которыми являются Дукати — им допускалось иметь рабочий объём двигателя до 1000 см³, тогда как четырёцилиндровые мотоциклы японских марок были ограничены объёмом 750 см³. Приём, в Дукати даже не пользовались всей предоставленной квотой на дополнительный рабочий объем и создавали мотоциклы с двигателями в 851, 888, 916 и 955 см³. Однако в начале столетия (2003 год) организаторы решили лишить итальянские мотоциклы подобного преимущества и уравняли все двигатели в объёме — 1000см³. Четыре раза титул чемпиона завоевывали гонщики на Хонда, один раз титул достался гонщику Судзуки и один раз — Кавасаки.
Наиболее успешным гонщиком Супербайка за его двадцатилетнюю историю стал англичанин Карл Фогарти, четырежды (1994—1995, 1998—1999) становившийся чемпионом мира и одержавший 59 побед за 11 сезонов. Трёхкратным чемпионом является австралиец Трой Бейлисс, по два титула есть у британца Джеймса Тозланда, австралийца Троя Корсера, американцев Фреда Меркеля и Дага Полена.

## Политика
Гонки Супербайка очень популярны у производителей, являясь отражением лозунга «В воскресенье победим — в понедельник продадим». В гонках Супербайка представлены мотоциклы Большой японской четвёрки (Хонда, Судзуки, Ямаха, Кавасаки), немецкий БМВ, итальянские марки Дукати, Априлия, Бенелли, Бимота и MV Agusta, а в Американском Супербайке одно время гонялись даже Харлей Дэвидсон.
Большинство гонок Чемпионата мира проходит в Европе, которая является основным рынком для мотопроизводителей. Но также Чемпионат мира посещает Ближний Восток (трасса Лусаил в Катаре), Австралию (трасса Филипп Айленд), а с 2008 года — и Америку (трасса Миллер Мотоспорт парк).
В 2012 и 2013 годах состоялся российский этап Супербайка (трасса Moscow Raceway).
Поскольку победа в Чемпионате мира высоко ценится производителями, они не скупятся на поддержку заводских команд, и если надо, настаивают на преимуществах для них, как например Дукати, имевшая с 1988 по 2002 год, и с 2008 года преимущество в рабочем объёме двигателя, согласно положению о двухцилиндровых мотоциклах.
Гонки проводятся под эгидой Международной Федерации мотоспорта (FIM), выпускающей правила проведения соревнований и омологирующей мотоциклы. Коммерческие права и продвижение Чемпионата мира осуществляет компания FG Sport.

## Техрегламент
Супербайки выглядят, как их дорожные собратья, наиболее заметные отличия — отсутствие головной оптики и зеркал заднего вида.

В Чемпионат мира по Супербайку допускаются мотоциклы, созданные на базе серийных и находящихся в продаже. Все изменения в конструкции допускаются только с использованием деталей, доступных в продаже. Это обеспечивает равный доступ всем командам и позволяет создавать равную по уровню технику.

### Классы
Исходя из принципа близости к дорожным мотоциклам, появились разные классы Супербайка.
- Высшим классом является сам Супербайк, в который входят мотоциклы с двигателями рабочим объёмом до 1000 см³, но с 2008 года под давлением итальянского производителя Дукати допускаются также мотоциклы с двухцилиндровыми двигателями рабочим объёмом до 1200 см³. В этом классе допускается широкая модификация первоначальной конструкции. Шины — гоночный слик.
- Кроме того существует младший класс Суперспорт, в котором выступают мотоциклы с четырёхцилиндровыми двигателями рабочим объемом 400—600 см³, либо двухцилиндровыми объёмом 600—750 см³ для которых объём переделок значительно меньше, а гонщики вынуждены использовать дорожные шины с «шоссейным протектором». Гонки класса Суперспорт сопровождают этапы Супербайка и часто служат школой молодым гонщикам.
- Класс Суперсток представлен серийными машинами, выступающими в двух категориях — рабочим объемом до 1000 см³ и до 600 см³. Объём переделок ещё более ограничен.

## Гоночный регламент

### Практики и квалификация
В пятницу и субботу проходят две 60-минутные тренировочные сессии. По завершении каждой проводятся 60-минутные квалификационные сессии. После чего в субботу же проводится Суперпоул, в ходе которого шестнадцать лучших по итогам квалификаций гонщиков имеют ещё одну возможность показать лучший круг, по итогам которого и осуществляется расстановка гонщиков на старте первой гонки.

### Гонки
В Чемпионате мира на большинстве этапов проводится по две гонки с промежутком в два часа между ними, в ходе которого команды могут внести изменения в настройки мотоцикла, исходя из опыта первой гонки. Старт второй гонки осуществляется с тех же позиций, что и в первой. В Американском Супербайке гонки проводятся в субботу и воскресенье. Дистанция гонок составляет в Чемпионате мира от 90 до 110 км. Гонщики тратят на её прохождение около 40 минут.
Данные[какие?] мотоциклы могут развивать скорость до 300 км/ч.

### Система начисления очков
В Чемпионате мира по Супербайку действует обычная для мотогонок система начисления очков, при которой вознаграждаются первые пятнадцать гонщиков по системе 25—20—16—13—11—10—9—8—7—6—5—4—3—2—1. Очки начисляются за каждую гонку. В зачёт марок очки идут по лучшей финишировавшей машине.

## Национальные серии
Несмотря на существование Чемпионата мира, продолжают существовать и национальные серии по мотогонкам на мотоциклах класса «Супербайк». Наиболее заметными из них являются Американский Супербайк (AMA SBK), проводимый Американской мотоспортивной ассоциацией (АМА), Британский Супербайк (BSB), Открытый чемпионат Германии (IDM), Японский Супербайк.
Победители и призёры национальных первенств нередко переходят в Чемпионат мира.